# Howard Grubb

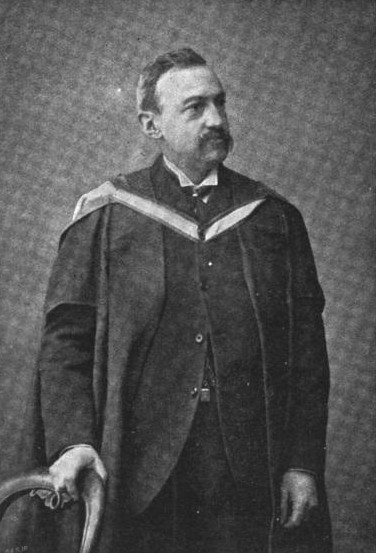
Howard Grubb

Sir Howard Grubb (* 28. Juli 1844 in Rathmines, County Dublin; † 16. September 1931 in Monkstown, County Dublin) war ein irischer Erfinder, Astronom und Optiker. Er gilt als Erfinder des Reflexvisiers.

## Leben
Sein Vater war Thomas Grubb, der Mitgründer des Unternehmens Sir Howard Grubb, Parsons and Co. war. 1864 begann er im Unternehmen seines Vaters zu arbeiten. Er wurde Mitglied der Royal Society, der Royal Astronomical Society sowie der Royal Dublin Society. Im Unternehmen war er als Optiker tätig.  1887 wurde er zum Ritter geschlagen. Grubb war verheiratet und hatte sechs Kinder. Der Asteroid (1058) Grubba ist nach ihm benannt.